# Elecciones parlamentarias de Lituania de 2000
Las elecciones parlamentarias se celebraron en Lituania el 8 de octubre de 2000. Los 141 escaños en el Seimas estaban disponibles para la elección, 71 de ellos en circunscripciones de un solo escaño basadas en la votación del primer puesto; los 70 restantes, en una circunscripción nacional basada en la representación proporcional. En total, alrededor de 700 candidatos compitieron en las circunscripciones de un solo escaño, mientras que más de 1,100 candidatos fueron incluidos en las listas electorales para la circunscripción nacional.
La coalición socialdemócrata del expresidente Algirdas Brazauskas recibió la mayor parte del voto popular en la circunscripción nacional (31 por ciento) y ganó la mayoría de los escaños en las Seimas (51 escaños), pero menos de los 71 escaños necesarios para la mayoría. 
Nueva Union (Social Liberales), dirigida por Artūras Paulauskas, ocupó el segundo lugar en la circunscripción nacional (19,64 por ciento), ganando 29 escaños en el parlamento. La Unión Liberal de centroderecha, liderada por el alcalde de Vilna y el ex primer ministro Rolandas Paksas, se convirtió en el mayor partido único en el parlamento, con 34 escaños y el 17.25 por ciento de los votos en la circunscripción nacional.
La Unión Nacional, que había liderado al gobierno durante los cuatro años anteriores, tuvo un mal desempeño en las elecciones, recibiendo solo el 8,62 por ciento de los votos y ganando ocho escaños, frente a más del 30% de los votos y 70 escaños en las elecciones anteriores. 
El primer ministro Andrius Kubilius y muchos otros ministros prominentes fueron golpeados en sus distritos electorales. En la campaña electoral dominada por cuestiones económicas, el partido fue castigado por los votantes por la recesión económica y el alto desempleo, así como por su política de austeridad. La coalición socialdemócrata, por otro lado, había prometido el fin de la austeridad, incluidos impuestos más bajos y un mayor gasto social.